# Clinohedrita
La clinohedrita és un mineral de la classe dels silicats. Va ser descoberta l'any 1989 a la mina Franklin, Franklin, Nova Jersey, Estats Units. Va rebre el seu nom per part de Samuel L. Penfield i Harry W. Foote del grec κλίνω (inclinar) i ἕδρα (cara) en referència a les cares inclinades característiques del seus cristalls.

## Característiques
La clinohedrita és un nesosilicat de fórmula química CaZn(SiO₄)(H₂O). Cristal·litza en el sistema monoclínic típicament en cristalls prismàtics o tabulars, de fins a 4 mm; poden presentar escates que indiquen que cristal·litza en la classe domàtica. La seva duresa a l'escala de Mohs és 5,5.
Segons la classificació de Nickel-Strunz, la clinohedrita pertany a «9.AE - Nesosilicats amb anions addicionals (O,OH,F,H₂O); cations en coordinació tetraèdrica [4]» juntament amb els següents minerals: beril·lita, euclasa, sverigeïta, hodgkinsonita, gerstmannita, stringhamita, katoptrita, yeatmanita i esferobertrandita.

## Formació i jaciments
La clonohedrita es forma en filons en menes de zinc estratiformes metamorfosades.
A part de la localització on va ser trobada per primera vegada, la clonohedrita a estat trobada també a la mina Christmas, Comtat de Gila, a Arizona; a la falla Lisdan-Siwaga, Amman, a Jordània i al dipòsit Au-Se de Luqu, Gansu, a la Xina.
Sol trobar-se associada amb altres minerals com: hancockita, nasonita, glaucocroïta, roeblingita, calcita, wil·lemita, axinita, larsenita, hodgkinsonita, franklinita (Franklin, New Jersey, USA); stringhamita, kinoïta i apofil·lita (mina Christmas, Arizona, USA).